# Alexandre Garbell
Alexandre Garbell (ur. 3 maja 1903 w Rydze na Łotwie, Imperium Rosyjskie, zm. 31 grudnia 1970 w Paryżu; znany jako Sacha) – był francuskim malarzem z École de Paris.

## Życiorys
Alexandre Garbell zaczął malować w wieku 13 lat. Po studiach w Moskwie wraz z rodziną przeniósł się do Niemiec, gdzie uczęszczał do Akademii w Heidelbergu. W 1923 roku przeniósł się do Paryża i kontynuował naukę w Académie Ranson jako uczeń Rogera Bissière’a, abstrakcjonisty lirycznego. W akademii Garbell poznał Alfreda Manessiera, Francisa Grubera i innych artystów. Został włączony do kręgu znanego jako Szkoła Paryska. Garbell dość szybko wypracował swój własny, charakterystyczny styl. Na początku swojej kariery Garbell był zafascynowany abstrakcjonizmem. Później wycofał się z ostrego przeciwstawiania malarstwa abstrakcyjnego i figuratywnego. Jednym z ważnych źródeł inspiracji dla artysty były klify i plaża w Mers-les-Bains, gminie położonej w północnej Francji. 
Od 1928 roku prace Garbella były regularnie wystawiane w Paryżu, zarówno w ramach wystaw indywidualnych, jak i zbiorowych.
Podczas II wojny światowej Garbell, podobnie jak wielu innych artystów (Marcelle Rivier, André Lanskoy), znalazł schronienie w Mirmande, gdzie André Lhote (artysta, rzeźbiarz, pedagog i teoretyk sztuki) założył akademię. Garbell został zatrudniony przez niego jako nauczyciel sztuki i wywarł wpływ na nowe pokolenie artystów.
W 1946 roku Alexandre Garbell powrócił do Paryża, gdzie zaprzyjaźnił się z Paulem Ackermanem i był wystawiany w najważniejszych galeriach (Delpierre, Galerie du Siècle, Pierre Loeb). Regularnie brał udział w ważnych wystawach sztuki we Francji: Salon des surindépendants, Salon de Mai (1950, 1954-1961); Salon des realités nouvelles (1961); Salon Comparaisons (1956, 1957, 1962, 1963) i wielu innych. W latach 50. i 60. jego prace były wystawiane za granicą, m.in. w Danii, Szwajcarii, Wielkiej Brytanii, Włoszech i USA. Z okazji wystawy Garbella w Nowym Jorku w 1956 r. nakręcono film dokumentalny zatytułowany „Artysta i jego dzieła”.
W 1970 roku w Galerie Framond w Paryżu odbyła się wielka osobista wystawa "Garbell: 15 lat malarstwa". Artysta zmarł w grudniu tego samego roku. Aleksander Garbell ma syna Camille’a Garbella, rzeźbiarza. 

## Najważniejsze dzieła
- Bretońskie skały, 1970
- Wielkie schody Luwru, 1963
- Dzień targowy
- Portret młodej kobiety
- Bukiet tulipanów i anemonów
- Rybacy na plaży
- Portret młodzieńca w płaszczu

- Rodzina na plaży
- Postacie w ogrodzie, 1945